# Ариан со товарищи
Ариан (погиб в 311 году) — святой мученик Александрийский. День памяти — 8 марта.
Святой Ариан (Arian) был умучен в Александрии вместе с Феотиком (Theoticus) и тремя другими. Он был губернатором Фиваиды. Ариан со товарищи стал свидетелем мученичества святых Аполлония (Apollonius) и Филемона (Philemon) в Александрии и обратились ко Христу. По исповедании святой веры эти святые мужи были брошены в море.